# Faty (chanteuse)
Ne doit pas être confondu avec Fatty.
Faty, de son vrai nom Fatima Kouchekeho, née le 2 juillet 1987 à San-Pedro en Côte d'Ivoire, est une auteure-compositrice-interprète, chanteuse béninoise. Originaire d’Avrankou, une commune située à quelques kilomètres de Porto-Novo la capitale du Bénin. Elle fait son apparition dans l'arène musicale béninoise en 2014, avec son premier single To tché, et totalise jusqu'en 2016 une demi-douzaine de distinctions.

## Biographie
Elle découvre sa passion en 1999, l’année où la carrière du groupe congolais Makoma  bat son plein le showbiz africain. À San-Pedro, elle s'initie à interpréter les chansons du groupe Mokoma et est encouragée à chanter dans les églises, dans les écoles.
Elle revient au Bénin en 2006 après avoir décroché le baccalauréat, série A2 en 2005 en Côte d'Ivoire. Elle s'inscrit à l’Université d’Abomey-Calavi où elle obtient une maîtrise en didactique de langue.

## Discographie

### Albums
- 2019 : Toute une vie Toute une vie, le 1re album six (14) titres de Faty sortie le samedi 14 décembre 2019, à Cotonou

1. "To tché"

### Prix et distinctions
- 2014: Trophée icône Africa de l’ONG Action Directe,
- 2014: Meilleure vidéo 2014, selon le classement Bénin top 10,
- 2014: Meilleure artiste Espoir 2014 de Bénin top 10
- 2014: Prix du 2e artiste du classement au Bénin Top 10 en 2014.
- 2016: prix « Trophée Femme Héraut » décerné par le journal Le Héraut de l’Université d’Abomey-Calavi

## Singles
- 2020 : Aicha
- 2019 : Mpenzi
- 2019 : Viens danser
- 2018 : My Happiness
- 2018 : Là Là
- 2016 : Nyona
- 2014 : To tché

## Featurings
- Faty Feat Sèssimè-Viens Danser[3];